# ليلة رهيبة (فلم)
ليلة رهيبة هو فيلم غموض مصري من إخراج السيد بدير  وبطولة شكري سرحان، شريفة فاضل، منيرة سنبل، عمر الحريري، محمود المليجي وعبد الوارث عسر، صدر الفيلم في 26 ديسمبر 1957.

## قصة الفيلم
"مجدى عبد المجيد" (شكرى سرحان) طبيب يعيش مع والدته "أمينه" (علويه جميل) وخاطب "سعاد" (منيره سنبل) شقيقة صديقه "حسين" (عمرالحريرى). يحذره عمه "فاضل" (محمودالمليجى) من شبح يود قتله اسمه "عبد الستار"، يظهر فجأه ثم يختفى، وطارده "مجدي" لكنه لم يلحق به فنصحه عمه بحمل مسدسا لقتله عندما يراه. يكتنف الغموض حياة "مجدي"، ويزيد الغموض عندما تصله رساله بتوقيع "سميرة" (شريفه فاضل) تخبره أنها إلتقت به منذ زمن طويل في ليله رهيبه، وأنها تود مقابلته لشرح الامر له. تظن "سعاد" أن هناك علاقة عاطفية بين "مجدي" و"سميرة". تكتشف "سعاد" وشقيقها "حسين" يد عظمية لقرد مدفونة بالحديقة، كما ادعى "عبد الله" (جمعه ادريس) البواب أنه رأى أشباح بالحديقة. زاد الغموض عندما قابلته "سميرة" وحذرته من حضور محاضره للدكتور "توفيق" (سعد أردش) عن الجريمة الكامله والضمير، ولكنه أصر على الحضور، وشاهد والدته هناك، والتى انزعجت بشده عندما صاحب المحاضرة صوت الناي. أخبرته أمه أن في حياتها سر خطير لن تستطيع أن تبوح به في حياتها، وأنها كتبت مذكراتها وطلبت منه قراءتها بعد موتها، مما جعله يظن أنه ابن غير شرعي.
تقابلت "سميرة" مع "مجدي" عدة مرات، مما دعا "سعاد" لفسخ خطبتها به، وشعر "مجدي" بتقارب عاطفي مع "سميرة"، والتي صارحته بأن إسمها الحقيقى "فاطمة"، ودعته لبيتها لمعرفة السر كاملا. في منزلها إلتقى بوالدها "عبد الستار" (عبد الوارث عسر) الذي أخبره أنه والده الحقيقى، ثم أوضح له كل الغموض الذي عاشه، فالسيده "أمينة" كانت متزوجة من "عبد المجيد" (نظيم شعراوي) وكان رجلا مريضا وله أخ فاسد هو "فاضل" الذي أضاع ثروته على الخمر والنساء، ولما رفض أن يعطيه نقوداً، قال له بكره تموت وأنا وريثك الوحيد، مما دعا "عبد المجيد" لأن يهدد "أمينه" إن لم تنجب الولد سيطلقها، وشاء المولى أن تضعها أنثى، لكن الداية "أم إسماعيل" (ملك الجمل) استطاعت بعد يومين أن تبدل البنت بالولد الذي أنجبته زوجة "عبد الستار" في ليلة رهيبة ممطره ومرعده كانت تسمع فيها صوت الناي. بعد يومين ماتت زوجة "عبد الستار" الذي أخذ ابنته (فاطمه) وسافر بعيدا، واحتفظت "أمينة" بالولد "مجدي" وتألمت جداً لبعد ابنتها "فاطمة" عنها. كانت تتذكر كل شيء وتنزعج عندما تسمع صوت الناي، ثم طلبت من "أم إسماعيل" أن تدلها على إبنتها، ولما لم تجد "عبد الستار" إدعت كذبا ان البنت ماتت بعد أسبوعين من ولادتها، فطلبت منها أن تحضر لها رفاتها لتدفنها في الحديقة، فأحضرت لها هيكل عظمى لقرد. شاء القدر أن تموت "أم إسماعيل" تحت عجلات سياره، وقبل موتها حكت لإبنها "إسماعيل" الحقيقة، والذي ذكرها للست "أمينة" والتى أخبرت "عبد الستار" منذ أسبوعين فقط. حاول "فاضل" الحصول على ميراثه بعد أن استولى على مذكرات أمينه والتي وعدته بكل حقوقه. وإستلمت "فاطمة" ميراثها و"فاضل" أخذ حقه، وتزوج "مجدي" من "فاطمة".

## طاقم العمل
- شكري سرحان بدور مجدي كامل
- شريفة فاضل بدور سميرة
- منيرة سنبل بدور سعاد
- عمر الحريري بدور حسين
- محمود المليجي بدور فاضل
- عبد الوارث عسر بدور عبد الستار

## أغنية الفيلم
قدمت شريفة فاضل في هذا الفيلم (الذي أخرجه زوجها) أول أغنية لها وهي أغنية "أمانة يا بكرة"، من تأليف إسماعيل الحبروك، وتلبحين محمد الموجي، والتي يمكن اعتبارها من أشهر أغانيها.

## وصلات خارجية
- مقالات تستعمل روابط فنية بلا صلة مع ويكي بيانات